# Tunelão
O Tunelão é um túnel ferroviário localizado entre os municípios brasileiros de Bom Jardim de Minas e de Santa Rita de Jacutinga, no estado de Minas Gerais. É considerado o maior túnel do Brasil e o segundo da América do Sul, possuindo 8.645 metros de extensão. Em toda a América do Sul, o Tunelão perde em extensão apenas para o túnel ferroviário Cuajone-El Sargento, localizado entre as minas de Cuajone e de Toquepala, na província peruana de Mariscal Nieto. Em breve, o Tunelão também será superado pelo túnel rodoviário de Agua Negra, que está sendo construído na fronteira entre a Argentina e o Chile.
O Tunelão se encontra situado na Serra da Mantiqueira, na parte montanhosa da Ferrovia do Aço, uma importante linha ferroviária operada pela MRS Logística.
O túnel passa sob a rodovia estadual MG-457.

## Localização
O Tunelão faz parte da Ferrovia do Aço e localiza-se entre os pátios de manutenção e operações P2-07 e P2-06.
Coordenadas geográficas das extremidades do túnel:
- Entrada/Saída norte do túnel em Bom Jardim de Minas (MG): 21° 58′ 23,3″ S, 44° 11′ 32,65″ O.
- Entrada/Saída sul do túnel em Santa Rita de Jacutinga (MG): 22° 02′ 42,25″ S, 44° 09′ 38″ O.